# Assim Madibo
Assim Madibo (Catar, 22 de octubre de 1996) es un futbolista catarí que se demarca como centrocampista defensivo en Al-Duhail de la Liga de fútbol de Catar.

## Trayectoria
Madibo nació en Catar pero tiene familia de Sudán.
Inició su carrera en las categorías juveniles del Auxerre de Francia y en 2015 se graduó de la Aspire Academy en Catar.
En enero de 2015, Madibo se unió al club austriaco LASK Linz formando parte del primer equipo y haciendo su debut como futbolista con el segundo equipo, el Pasching, el cual se dio el 1 de agosto de 2015 por la Liga Regional de Austria (tercera división) en la derrota por 3-1 ante Blau-Weiß Linz. Incluso con el primer equipo llegó a disputar un encuentro ante Austria Lustenau por la Primera Liga de Austria, es decir la segunda división. Luego de algunos cotejos más en el segundo equipo, se marchó en enero de 2016 para formar parte del Cultural Leonesa que participaba en la Segunda División B de España.
Con este club solo disputó un partido disputado en mayo de 2016 que culminó sin goles ante el Sporting de Gijón "B". En julio vuelve a Catar firmando con el Lekhwiya para la temporada 2016/17, donde tuvo continuidad y salió campeón de la Liga de fútbol de Catar, además de participar en la Liga de Campeones de la AFC 2017. En julio de 2017 Madibo fue prestado al Eupen de la Primera División de Bélgica por una temporada, sin embargo solo estuvo en banca en dos encuentros no llegando a debutar con el club y regresó en enero de 2018.
El Lekhwiya, ahora bajo el nuevo nombre de Al-Duhail, lo cedió rápidamente a Al-Gharafa de la misma liga donde volvió a jugar la Liga de Campeones asiática y para la campaña 2018/19, regresó a Al-Duhail.

## Selección nacional
Madibo forma parte de la selección de fútbol de Catar con la cual lleva disputados 24 encuentros. En diciembre de 2018 fue incluido en la lista de 23 jugadores para afrontar la Copa Asiática 2019 disputada en Emiratos Árabes Unidos, torneo en el cual Madibo jugó casi todos los encuentros en la primera línea de volantes formando parte de la histórica consecución del título, el cual fue el primero en toda la historia de la selección catarí.
En junio de 2019 disputó la Copa América 2019 con su selección que participaba como invitada, sin embargo no pasaron de la fase de grupos, jugando Madibo como titular en dos encuentros.
Además de la categoría mayor, Madibo también integró las selecciones sub-19, sub-20, sub-21 y sub-23. Con la sub-19 fue titular en casi todos los encuentros del Campeonato sub-19 de la AFC 2014, primer título de Catar en esa categoría, el cual les permitió clasificar a la Copa Mundial Sub-20 de 2015, en la cual jugó en dos encuentros.

### Participaciones en Copas Asiáticas
| Copa                               | Sede                   | Resultado    | Partidos | Goles |
| ---------------------------------- | ---------------------- | ------------ | -------- | ----- |
| Campeonato sub-19 de la AFC 2014   | Birmania               | Campeón      | 5        | 0     |
| Campeonato Sub-23 de la AFC 2016   | Catar                  | Cuarto lugar | 6        | 0     |
| Copa de Naciones del Golfo de 2017 | Kuwait                 | Primera fase | 1        | 0     |
| Campeonato Sub-23 de la AFC 2018   | China                  | Tercer lugar | 5        | 0     |
| Copa Asiática 2019                 | Emiratos Árabes Unidos | Campeón      | 6        | 0     |

### Participaciones en Copas América
| Copa              | Sede   | Resultado    | Partidos | Goles |
| ----------------- | ------ | ------------ | -------- | ----- |
| Copa América 2019 | Brasil | Primera fase | 2        | 0     |

### Participaciones en Copas del Mundo
| Mundial                     | Sede          | Resultado      | Partidos | Goles |
| --------------------------- | ------------- | -------------- | -------- | ----- |
| Copa Mundial Sub-20 de 2015 | Nueva Zelanda | Fase de grupos | 2        | 0     |

## Clubes y estadísticas
Actualizado el 8 de agosto de 2020.
| LASK Linz · Austria | 2015/16          | 2ª               | 1  | 0 | 0  | 0 | —  | — | 1  | 0 |
| LASK Linz · Austria | Total club       | Total club       | 1  | 0 | 0  | 0 | 0  | 0 | 1  | 0 |
| Pasching · Austria | 2015/16          | 3ª               | 4  | 0 | —  | — | —  | — | 4  | 0 |
| Pasching · Austria | Total club       | Total club       | 4  | 0 | 0  | 0 | 0  | 0 | 4  | 0 |
| Cultural Leonesa · España | 2015/16          | 3ª               | 1  | 0 | 0  | 0 | —  | — | 1  | 0 |
| Cultural Leonesa · España | Total club       | Total club       | 1  | 0 | 0  | 0 | 0  | 0 | 1  | 0 |
| Al-Duhail Catar | 2016/17          | 1ª               | 12 | 0 | 1  | 0 | 4  | 0 | 17 | 0 |
| Al-Duhail Catar | 2018/19          | 1ª               | 15 | 0 | 4  | 0 | 6  | 0 | 25 | 0 |
| Al-Duhail Catar | 2019/20          | 1ª               | 10 | 0 | 4  | 0 | 2  | 0 | 16 | 0 |
| Al-Duhail Catar | Total club       | Total club       | 37 | 0 | 9  | 0 | 12 | 0 | 58 | 0 |
| Eupen · Bélgica | 2017/18          | 1ª               | 0  | 0 | 0  | 0 | —  | — | 0  | 0 |
| Eupen · Bélgica | Total club       | Total club       | 0  | 0 | 0  | 0 | 0  | 0 | 0  | 0 |
| Al-Gharafa Catar | 2017/18          | 1ª               | 7  | 0 | 3  | 0 | 6  | 0 | 16 | 0 |
| Al-Gharafa Catar | Total club       | Total club       | 7  | 0 | 3  | 0 | 6  | 0 | 16 | 0 |
| Total en carrera | Total en carrera | Total en carrera | 50 | 0 | 12 | 0 | 18 | 0 | 80 | 0 |
| (1)Incluye datos de la Copa del Emir de Catar (2017, 2018, 2019 y 2020), la Copa Príncipe de la Corona de Catar (2018 y 2020) y la Copa del Jeque Jassem (2018 y 2019). (2)Incluye datos de la Liga de Campeones de la AFC (2017, 2018 y 2020). |                  |                  |    |   |    |   |    |   |    |   |

## Palmarés

### Campeonatos nacionales
- 1 Copa del Jeque Jassem: 2016
- 1 Liga de fútbol de Catar: 2016/17
- 1 Copa del Emir de Catar: 2019
- 1 Subcampeonato Copa de las Estrellas de Catar: 2019
- 1 Subcampeonato Primera Liga de Austria (segunda división): 2015/16
- 1 Subcampeonato Liga de fútbol de Catar: 2018/19
- 1 Subcampeonato Copa Príncipe de la Corona de Catar: 2020

### Copas internacionales
- 1 Campeonato Sub-19 de la AFC: 2014
- 1 Copa Asiática: 2019